# Roylea
Roylea es un género monotípico de plantas con flores perteneciente a la familia Lamiaceae. su única especie: Roylea cinerea (D.Don) Baill., Hist. Pl. 11: 26 (1892), es originaria del oeste y centro del Himalaya.

## Descripción
Es un arbusto que alcanza un tamaño de 1.8 m de altura, agradablemente aromático. Los tallos, incluyendo partes leñosas mayores, densamente tomentosos de color grisáceo con una cubierta de pelos adpresos y algunos pelos eglandulares. Las hojas de 2-4 x 0,7-3 cm, son ovadas, crenads a casi lobuladas, truncadas o anchamente cuneadas, agudas, con pocos pelos dispersos en el lado adaxial, y con numerosos pelos eglandulares principalmente en las venas y densamente glandulosas; peciolo de 8 mm. Las inflorescencias verticiladas con 4-12-flores, sobre pedúnculos muy cortos. Con brácteas linear-subuladas, c. 3,5 mm. La corola es blanca o rosada, de 13 mm; en forma de tubo delgado de 9 mm, el labio superior entero, piloso, y el labio inferior 3-lobulado, el mediano un poco más grande. El fruto en forma de núculas de 3,5 x 2 mm, ápice truncado y ± papilosas.

## Taxonomía
Roylea cinerea fue descrita por (D.Don) Baill. y publicado en Histoire des Plantes 11: 36. 1891. La especie tipo es: Dicrocaulon pearsonii N.E. Br. 
Etimología
Roylea_ nombre genérico otorgado en honor del botánico John Forbes Royle.
Sinonimia
- Ballota cinerea D.Don, Prodr. Fl. Nepal.: 111 (1825).
- Roylea elegans Wall. ex Benth., Pl. Asiat. Rar. 1: 57 (1830).
- Phlomis calycina Roxb., Fl. Ind. ed. 1832, 3: 11 (1832).
- Roylea calycina (Roxb.) Briq. in H.G.A.Engler & K.A.E.Prantl, Nat. Pflanzenfam. 4(3a): 260 (1897).[1]